# Santiuste de San Juan Bautista
Santiuste de San Juan Bautista er en by og kommune i det centrale Spanien i provinsen Segovia. Den har et indbyggertal på 535 (2024) indbyggere.